# 科瓦薩區
科瓦薩區（西班牙語：Distrito de Coasa），是秘魯的一個區，位於該國東南部普諾大區的卡拉瓦亞省，面積3,572.92平方公里，海拔高度3,783米，2005年人口8,897，人口密度每平方公里2.5人。